# Francisco Piguillem

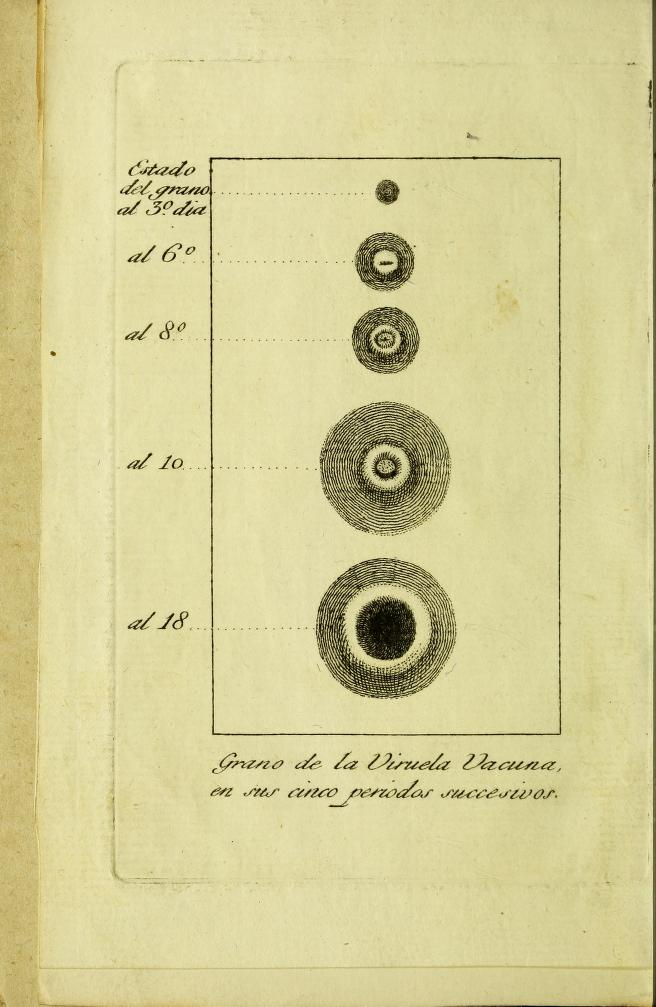
«Grano de la viruela vacuna en sus cinco periodos sucesivos». Ilustración de La vacuna en España de Francisco Piguillem, Barcelona, 1801.

Francisco Piguillem i Verdacer (Puigcerdá, 17 de enero de 1771-21 de agosto de 1826), médico, socio íntimo de la Real Academia de Medicina Práctica de Barcelona, del Real Colegio de Medicina de Madrid y corresponsal de la Comisión Central de París, fue el introductor en España de la vacunación contra la viruela por el procedimiento ideado por el médico inglés Edward Jenner en 1796.

## Biografía
De familia relacionada con la medicina, estudió en la Universidad de Cervera. Apegada a modelos de enseñanza tradicionales, la Universidad de Cervera carecía de hospital y de huerto botánico, elementos imprescindibles para la formación en la práctica de la medicina, por lo que Piguillem hubo de completar sus estudios cursando un año de anatomía en el Colegio de Cirugía de Barcelona. Graduado como doctor en 1790, comenzó a trabajar con su padre en Puigcerdá, donde permaneció, tras el fallecimiento de este en 1796, hasta 1800.
Desde Puigcerdá, localidad fronteriza, Piguillem entabló relación científica y epistolar con la Academia Médico Práctica de Barcelona y con médicos e instituciones de París y Montpellier, atento a las novedades de la medicina en Europa. Ya en 1791 la academia barcelonesa le premió un estudio epidemiológico realizado en la Cerdaña y en 1793 otro sobre el tétanos neonatal, principal causa de muerte entre los recién nacidos, que él explicó como consecuencia de un corte incorrecto del cordón umbilical.
El mismo año publicó su traducción al castellano de la Filosofía química o verdades Fundamentales de química moderna, dispuestas con nuevo orden de Antoine-François de Fourcroy.
A finales del siglo XVIII la viruela alcanzó en Europa elevadas cotas de mortalidad. Desde mucho tiempo atrás el contagio se combatía inoculando por vía nasal el virus de la viruela humana obtenido de pústulas secas en pacientes que habían desarrollado la enfermedad con baja intensidad. En España, Timoteo O'Scanlan, médico irlandés empleado desde 1754 en el Regimiento Hibernia establecido en El Ferrol, fue un decidido defensor de esta práctica, no exenta de polémica dentro de la comunidad científica. En noviembre de 1798 el propio rey Carlos IV, que había perdido a una hija cuatro años antes a causa del virus, «no ofreciéndose otro [remedio] que el de la inoculación, acreditada por la experiencia, y generalmente admitida en todas las naciones cultas, oído el dictamen de su primer Médico de Cámara D. Francisco Martínez Sobral», hizo inocular las viruelas al príncipe de Asturias y sus hermanos, tras la superación de la enfermedad por la infanta María Luisa. También en 1798 comenzaron a conocerse los escritos de Jenner y de los divulgadores de los ensayos iniciados por este dos años antes.
En mayo de 1796 Jenner probó por vez primera a inocular la variante de la viruela vacuna en James Phipps, un niño de ocho años, al observar que las granjeras encargadas de ordeñar las vacas eran generalmente inmunes al más letal virus de la viruela humana. Piguillem, conocedor a través de sus contactos con Francia de la nueva vacuna aplicada por Jenner, obtuvo a comienzos de diciembre de 1800 virus vacunal proporcionado por François Colon, que en agosto había aplicado a su propio hijo la primera vacuna francesa, e inició en Puigcerdá la práctica de la vacunación en cuatro niños, como explicaría inmediatamente en La vacuna en España, libro que publicó en 1801 con dedicatoria a la madre de los pequeños. A pesar de las objeciones de los defensores del método ordinario de inoculación, Piguillem pudo reflejar en su libro, pleno de satisfacción, la rapidez con que el nuevo procedimiento se extendía por todo el país:

En nuestro Principado ha tenido iguales sucesos, que en aquellos países extrangeros. Desde la primera inoculación que hice el día 3 de Diciembre del año pasado en sus hijos hasta el día de hoy, pasan de tres mil los que han sido inoculados. En solo cinco meses ha hecho más progresos que la antigua inoculación en veinte años. Esto se debe al celo y actividad de los profesores, que tanto desean el bien de la humanidad y los progresos del arte que profesan. En distintos pueblos de los corregimientos de Vique, Manresa, Barcelona y Tarragona se ha visto palpablemente el efecto preservativo que prometía la Vacuna [...] De Valencia, de Murcia, de Castilla, de Extremadura, de la Mancha y otras provincias de nuestra España me la han pedido diferentes profesores, animados del más ardiente celo de hacer bien a sus semejantes [...] De este modo han dado la prueba la más evidente de que los profesores de España no ceden a los extrangeros quando se trata de hacer bien, y de propagar algún descubrimiento, que se ha reconocido inocente, seguro y provechoso; y últimamente habiendo informado a S. R. M. que Dios guarde, el Señor Ministro de Estado actual, que sería conveniente repetir pruebas en Madrid con la Viruela vacuna, se ha servido mandar que la escuela de Veterinaria trate de producirla en las vacas que tenga, a fin de que los médicos la puedan adquirir fácilmente para comprobar su utilidad.

Instalado en Barcelona, en 1803 publicó junto con su hermano José sus observaciones sobre la fiebre amarilla que afectó al puerto de la ciudad condal aquel año. Tras la guerra de la Independencia Española y restaurado Fernando VII en el trono, en 1816 presentó a la Real Academia de Medicina con sede en Madrid una nueva Memoria sobre la vacunación y en 1819 recibió el título de médico honorario de la Real Cámara. A pesar de ello, su nombramiento como catedrático de Clínica en la Escuela Médico Práctica de Barcelona, sin pasar por las correspondientes oposiciones, causó malestar en la Academia, de la que dependía la escuela. El descontento hizo que algunos de sus colegas lo acusasen de afrancesado e infiel al rey. Designado finalmente para ocupar la plaza en julio de 1817, hubo todavía de vencer algunas resistencias, constreñido a realizar las prácticas en unas pocas camas cedidas por el Hospital de la Santa Cruz. Allí introdujo en España la práctica de la auscultación del tórax mediante el estetoscopio, procedimiento recién inventado en París por René Laënnec.